# Alois Scheffler
Alois Scheffler (* 28. Januar 1915 in Friedrichroda; † 2. Dezember 2014 in Dortmund) war ein deutscher Fußballfunktionär beim Fußballclub Borussia Dortmund.

## Leben
1925 zog er mit seiner Familie von Ostpreußen nach Dortmund. Am 1. April 1928 wurde er als Jugendspieler Mitglied bei Borussia Dortmund und war bis 1934 Jugendfußballer, mit denen er im gleichen Jahr die Kreis-Jugendmeisterschaft, den damals höchsten Titel, gewann.
Der gelernte Diplom-Ingenieur und Architekt war von 1968 bis 1995 Vorsitzender des Ältestenrats, später Ehrenvorsitzender dieses Gremiums. Im Jahre 1978 wurde er zum Ehrenmitglied des Vereins gewählt. Am 28. Januar 1990, am Tag seines 75. Geburtstages, verlieh ihm der damalige DFB-Präsident Egidius Braun die Goldene DFB-Verdienstnadel. Außerdem ist er der bislang einzige Träger des Goldenen Siegelringes für eine 75-jährige Vereinsmitgliedschaft.